# Doing business as
Doing business as (im Deutschen wörtlich „Geschäfte tätigend als“) – abgekürzt DBA, dba oder d/b/a – ist ein juristischer Begriff im Recht der Vereinigten Staaten. Er bedeutet, dass ein Unternehmen (juristische Person) oder Unternehmer (natürliche Person) Geschäfte unter einem anderen als seinem rechtmäßigen Namen tätigt.
Dieses Konzept ist auch bekannt als fictitious business names („fiktive Geschäftsnamen“) oder assumed business names („angenommene Geschäftsnamen“). Das Formular zur Beantragung eines DBA heißt offiziell Certificate of Assumed Name und muss in jedem County beantragt werden, in welchem eine Niederlassung oder Filiale des Unternehmens gegründet wird. Die Details des Vorgangs können je nach Bundesstaat abweichen.
Normalerweise soll ein Unternehmen oder Unternehmer nur unter seinem rechtmäßigen Namen Geschäfte machen. Wird ein fiktiver oder alternativer Name benötigt, so muss dieser mit dem DBA registriert werden. Dies soll vor allem den Verbraucher schützen, der eine Möglichkeit haben muss, sich an den rechtmäßigen Eigentümer des Unternehmens zu wenden. Außerdem können ohne DBA keine Bankgeschäfte unter dem fiktiven Namen getätigt werden.
So verkauft die kanadische Firma Research in Motion Mobiltelefone mit der Gerätebezeichnung Blackberry, die deutlich populärer waren und sind als RIM, sodass die Firma seit 2013 ausschließlich als Blackberry auftritt.
Das DBA entspricht in etwa der Firma im deutschen Recht, mit dem Unterschied, dass zum Beispiel eine GmbH nur eine Firma (also einen Namen) haben darf, während die Anzahl alternativer DBAs nicht beschränkt ist.
In der Schweiz durften, zusätzlich zur Firmenbezeichnung, auch eine Geschäftsbezeichnung oder eine Enseigne (lokalitätsbezogen) verwendet und im Handelsregister eingetragen werden.